# Naoja Kikuči
Naoja Kikuči (* 24. listopadu 1984) je japonský fotbalista.

## Reprezentační kariéra
Naoja Kikuči odehrál 1 reprezentační utkání. S japonskou reprezentací se zúčastnil letních olympijských her 2004.

## Statistiky
| Japonsko | Japonsko | Japonsko |
| Roky     | Záp.     | Góly     |
| -------- | -------- | -------- |
| 2010     | 1        | 0        |
| Celkem   | 1        | 0        |